# アドルフ (ルクセンブルク大公)
アドルフ（独: Adolph, 仏: Adolphe, 1817年7月24日 - 1905年11月17日）は、ナッサウ公（在位：1839年 - 1866年）、のちルクセンブルク大公（在位：1890年 - 1905年）。ナッサウ公国がプロイセン王国に併合されるまでナッサウ公だった。のちにルクセンブルクがオランダとの同君連合を解消するとオランダ王ウィレム3世から大公位を継承し、ナッサウ＝ヴァイルブルク家出身の最初のルクセンブルク大公となった。 
1839年に父ヴィルヘルム1世の死去によりナッサウ公となった。公国は普墺戦争でのオーストリア帝国の敗北によりプロイセン王国に併合された。一方、1815年から1839年までルクセンブルク大公国はネーデルラント連合王国の州の一つとしてオランダ国王によって治められていた。1839年にロンドン条約で明文化された通りルクセンブルク大公国は独立したが、オランダとの同君連合を継続した。オランダ王ウィレム3世は男子の早世が続き、王位を継ぐ男子相続人がいなかった。オランダでは女子の王位継承を認めていたがルクセンブルクではサリカ法により女子の大公位継承を規定していなかった。そのため、1890年のウィレム3世の死後、オランダ王位はその娘ウィルヘルミナが継承したが、ルクセンブルク大公位はナッサウ家協定の条件に合致するアドルフに渡った。

## 生涯
ナッサウ公ヴィルヘルム1世と最初の妃のザクセン＝ヒルトブルクハウゼン公女ルイーゼ夫妻の8人の子どものうち、第3子・長男としてライン川沿いのビーブリッヒ宮殿で生まれた。父はナッサウ＝ヴァイルブルク侯フリードリヒ・ヴィルヘルムとその妃ルイーゼ・フォン・キルヒベルクの間の長男で、母はザクセン＝ヒルトブルクハウゼン公（のちザクセン＝アルテンブルク公）フリードリヒとメクレンブルク＝シュトレーリッツ公女シャルロッテ夫妻の娘である。母の死後父がヴュルテンベルク王女パウリーネと再婚したことでさらに4人の弟妹が生まれた。

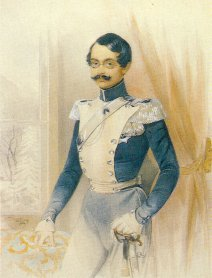
ナッサウ公アドルフ（ヴォルデマール・ハウ画、1844年）

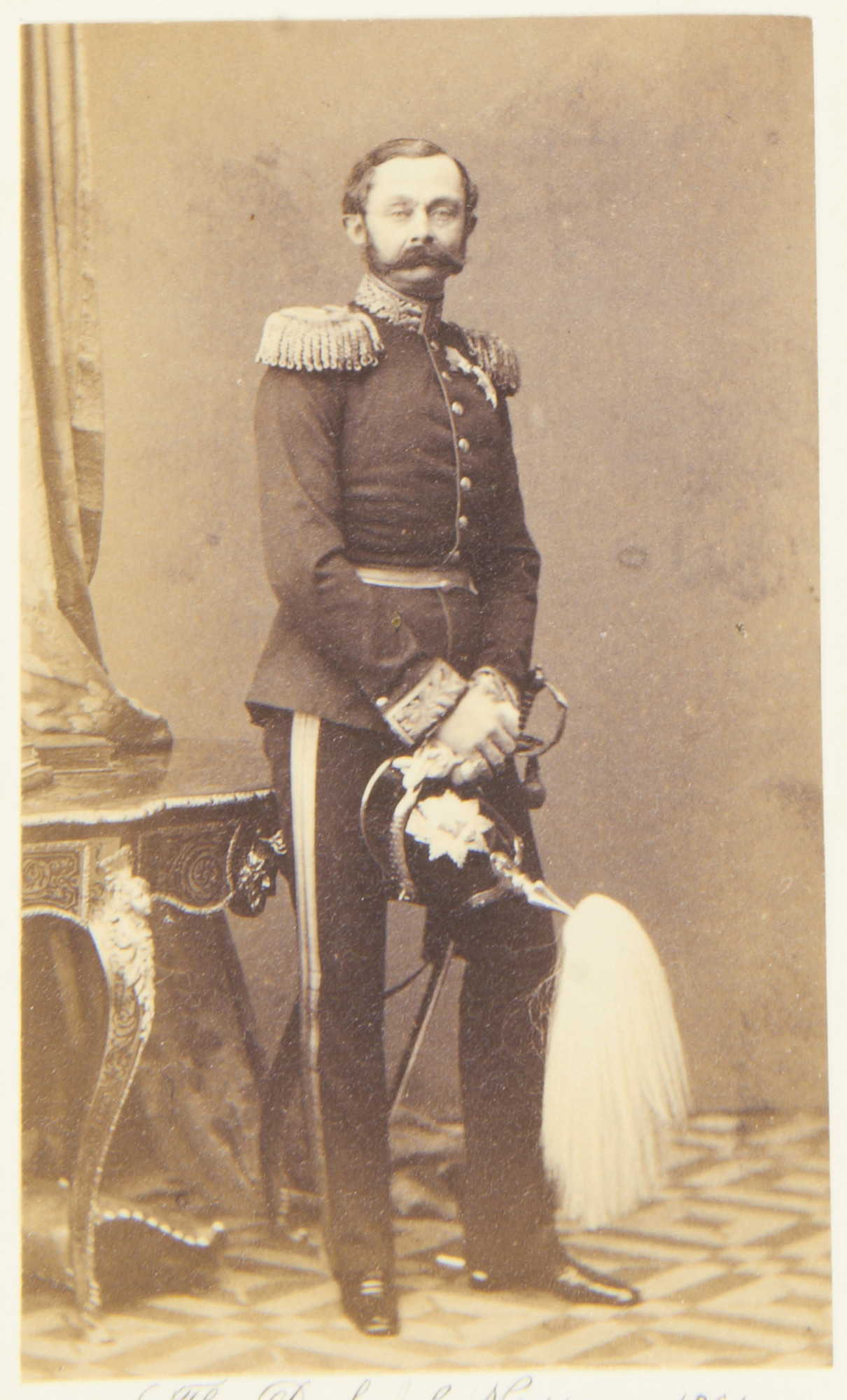
ナッサウ公アドルフ（1860年）

1839年8月、父の死をうけて22歳でナッサウ公となる。1841年に首都ヴィースバーデンに都市城館を建設し、ここに居を構えた。1842年4月20日、ビーブリッヒ宮殿で、アメリカ・テキサス州でのドイツ移民保護協会であるマインツ貴族協会が結成され、組織の後援者に指名された。協会は、テキサスへのドイツ人の大規模移住を進めた。1843年1月9日、協会はテキサス州ファイエット郡に4428エーカーのプランテーションを設立し、この場所はナッサウ公にちなんでナッソー・プランテーションと名付けられている。
1848年革命が勃発した際、同年3月4日に出された公国民の9つの「ナッサウ国民の要求」に同意した。しかし数年後には自由主義的な見解を取り消し、復古的な強い保守路線を執った。とはいえ、おおむね人気のある君主ではあった。1866年の普墺戦争ではオーストリア帝国を支持したため、オーストリアの敗北後にナッサウ公国は同年9月20日にプロイセン王国へ併合され、アドルフは公位を追われた。公国領は旧ヘッセン選帝侯国とともにプロイセンのヘッセン＝ナッサウ州に再編された。 
1879年、姪のヴァルデック＝ピルモント侯女エンマ（異母妹ヘレーネの娘）がオランダ王およびルクセンブルク大公ウィレム3世と結婚した。1890年、ウィレム3世は男子の跡継ぎのいないまま亡くなり、エンマが産んだ一人娘ウィルヘルミナがオランダ王位を継承するも、ルクセンブルクはサリカ法により女子の大公位継承権を除外していた。1815年以来同君連合でオランダ王と兼ねていたルクセンブルク大公の地位は、ナッサウ家の相続に関する規則を定めたナッサウ家協定（1783年制定）によって条件の合致する、オランダ王室の遠縁にあたるアドルフに渡った。アドルフはウィレム3世と、男系で見ると十七従兄弟であり、女系を含めるとオラニエ公ウィレム4世を共通先祖とする三従兄弟の間柄である。 
実際にウィレム3世が病気になった間は、短期間ルクセンブルクの摂政を引き受けていた。ただいずれにせよ、ルクセンブルク大公になった時には既に73歳であり、ルクセンブルクの政治も少ししか知らなかったため、日常的に統治に関わることは無かった。1888年にルクセンブルク首相に就任したポール・エイシェンが国政を取り仕切ったことにより、君主は現状の政治に関与しないという伝統が創られた。 
1892年、異母妹のスウェーデン国王オスカル2世妃ゾフィアの息子で甥にあたるオスカルは王の承認を得ない貴賤結婚をしたため、スウェーデン王子およびゴットランド公の称号を失った。アドルフはこの甥に「ベルナドッテ公子」の称号、そして世襲の爵位として「ヴィスボリ伯」を与えた。ヴィスボリはオスカルの以前の所領であるゴットランド島のヴィスビューにある古城の遺跡の名前だが、称号自体はルクセンブルク貴族として創設されている。 
1905年に別荘にしていたバイエルン王国レングリースのホーエンブルク城で亡くなり、城の地下室に葬られた。1953年に大公家がホーエンブルク城を売却した後、ヴァイルブルクのヴァイルブルク城下にある城館教会に改葬された。 

## 結婚と子女
1844年1月31日、サンクトペテルブルクでロシア皇帝ニコライ1世の弟であるロシア大公ミハイル・パヴロヴィチの次女エリザヴェータ・ミハイロヴナと結婚した。1845年1月エリザヴェータは出産で亡くなり、生まれた娘も亡くなった。アドルフは妃を葬る教会として1847年から1855年にかけてロシア正教会の聖エリーザベト教会を建設させた。 
1851年4月23日、アンハルト＝デッサウ公子フリードリヒ・アウグストの長女アーデルハイト・マリーと再婚し5人の子を得たが、うち3人は早世した。 
- ヴィルヘルム（ギヨーム）（1852年 - 1912年）- ルクセンブルク大公
- フリードリヒ（1854年 - 1855年）
- マリー（1857年）[4]
- フランツ（1859年 - 1875年）
- ヒルダ（1864年 - 1952年） - バーデン大公フリードリヒ2世妃